# Dix-septième circonscription de Budapest
La dix-septième circonscription de Budapest est l'une des dix-huit circonscriptions électorales de la capitale hongroise. Elle a été créée lors du redécoupage électoral de 2011 puis est devenue effective lors des élections législatives hongroises de 2014.

## Description géographique et démographique
La circonscription englobe l'intégralité du 21e et du 23e arrondissement.
Selon le recensement de 2011, elle compte 96 210 habitants dont 80 596 adultes (44 940 hommes et 51 270 femmes).

## Députés
Pour consulter les députés et les résultats de la première circonscription entre 1990 et 2011, voir l'article sur les anciennes circonscriptions de Budapest.